# The Desert Sessions
The Desert Sessions è un collettivo musicale che raccoglie e pubblica canzoni composte da autori vari, ideato da Josh Homme (leader dei Queens of the Stone Age ed ex componente dei Kyuss) nel 1997.
Alla realizzazione delle "session" hanno contribuito in qualità di musicisti e compositori, artisti come PJ Harvey, Jeordie White, Dave Catching, Nick Oliveri, Mark Lanegan, John McBain, Josh Freese, Chris Goss, Alain Johannes, Dean Ween, e molti altri esponenti della cosiddetta "Palm Desert Scene".

## Storia delle Desert Sessions
Le Desert Sessions iniziarono nell'agosto del 1997 al Rancho de la Luna, situato a Joshua Tree, quando Homme mise insieme musicisti provenienti dai gruppi Monster Magnet, Goatsnake, earthlings?, Kyuss e Soundgarden. Il Rancho de la Luna (di proprietà di Dave Catching) era una vecchia casa allestita per l'occasione come un vero e proprio studio di registrazione. Le canzoni vengono scritte e registrate nel giro di qualche ora, o pochi giorni al massimo, trattandosi appunto di session che raggruppano musicisti provenienti da gruppi diversi. La prima session non fu inizialmente concepita in tal senso. Infatti riporta tre giorni di registrazioni da parte di Homme ed il gruppo del quale faceva parte al tempo (The Acquitted Felons).
Successivamente a tale registrazione partì l'idea di creare le Desert Sessions. Dalla prima session raccolta insieme alla seconda nel disco Volumes 1 & 2, si è arrivati fino ai volumi 9 e 10 (al novembre 2006). Nel novembre del 2005 la casa discografica Rekords Rekords (di proprietà di Josh Homme) ha annunciato che le Desert Sessions dalla 1 alla 6 verranno ristampate e rese disponibili sia in formato vinile che in quello compact disc dal 2006.
Alcune delle canzoni pubblicate in questo modo sono state poi trasferite (in parte modificate e cantate quasi sempre da Homme) in alcuni album dei Queens of the Stone Age: Avon è stata inclusa nel loro primo album, Monsters in the Parasol nell'album Rated R, Hangin Tree e You Think I Ain't worth a Dollar, But I feel Like a Milionaire nell'album Songs for the Deaf, In My Head (anche parte della colonna sonora del videogame Need for Speed: Underground 2) è stata riproposta in Lullabies to Paralyze, ed infine Make It Wit Chu (originariamente I Wanna Make it Wit Chu) è ricomparsa nell'album Era Vulgaris.

## Discografia

### Pubblicazioni originali in vinile
| Titolo                                                        | Anno | Etichetta                     |
| Volume 1: Instrumental Driving Music For Felons               | 1997 | Man's Ruin                    |
| Volume 2: Status: Ships Commander Butchered                   | 1997 | Man's Ruin                    |
| Volume 3: Set Coordinates For The White Dwarf!!!              | 1998 | Man's Ruin                    |
| Volume 4: Hard Walls and Little Trips                         | 1998 | Man's Ruin                    |
| Volume 5: Poetry for the Masses (SeaShedShitheadByTheSheSore) | 1999 | Man's Ruin                    |
| Volume 6: Black Anvil Ego                                     | 1999 | Man's Ruin                    |
| Volume 7: Gypsy Marches                                       | 2001 | Southern Lord/Rekords Rekords |
| Volume 8: Can You See Under My Thumb? There You Are.          | 2001 | Southern Lord/Rekords Rekords |
| Volume 9: I See You Hearin' Me                                | 2003 | Southern Lord/Rekords Rekords |
| Volume 10: I Heart Disco                                      | 2003 | Southern Lord/Rekords Rekords |
| Volume 11 e 12                                                | 2019 | Matador                       |

### Raccolte in CD
- 1998 - Volumes 1 & 2 (Man's Ruin Records)
- 1998 - Volumes 3 & 4 (Man's Ruin Records)
- 1999 - Volumes 5 & 6 (Man's Ruin Records)
- 2001 - Volumes 7 & 8 (Southern Lord Records/Rekords Rekords)
- 2003 - Volumes 9 & 10 (Ipecac Recordings/Rekords Rekords)
- 2019 - Volumes 11 & 12 (Matador)[2]

## Lista parziale degli artisti che hanno collaborato
- Brant Bjork
- Matt Cameron
- Joey Castillo
- Dave Catching
- Fred Drake
- Nick Eldorado
- Josh Freese
- Chris Goss
- PJ Harvey
- Alfredo Hernandez
- Josh Homme
- Jesse "The Devil" Hughes
- Alain Johannes
- Larry Lalli
- Mario Lalli
- Mark Lanegan
- Samantha Maloney
- John McBain
- Brian "Big Hands" O'Connor
- Nick Oliveri
- Ben Shepherd
- Natasha Shneider
- Peter Stahl
- Gene Trautmann
- Troy Van Leeuwen
- Dean Ween
- Jeordie White